# Aeb-gänga
aeb-gänga (beteckningen ska skrivas med gemener) är en gänga som tidigare användes inom Televerket för ebonit m m.
| Beteckning | Dy (mm) |
| 3aeb       | 2,2     |
| 4aeb       | 2,7     |
| 5aeb       | 3,27    |
| 7aeb       | 3,57    |